# David Walter
Pour les articles homonymes, voir Walter.
 (août 2023).
David Walter, né en 1958 à Paris, est un hautboïste, compositeur, chef d'orchestre, chambriste et professeur de musique français.

## Biographie
Lauréat des premiers prix de hautbois et de musique de chambre du Conservatoire national supérieur de musique de Paris, David Walter a également remporté cinq prix internationaux (Ancona, Prague, Concours international de musique de l'ARD (Munich) (3ème prix, 1981), Belgrade et Genève),. Il est nommé en 1987 professeur de hautbois et de musique de chambre au Conservatoire national supérieur de musique de Paris, puis en 1997 professeur à la Guildhall School of Music and Drama de Londres où il travaillera jusqu'en 2009,,.
Il dirige ponctuellement l'orchestre national d'Ile de France, l'Orchestre royal de chambre de Wallonie, l'orchestre métropolitain de Lisbonne, l'ensemble instrumental de Grenoble, l'orchestre de Bretagne et l’orchestre d’Auvergne,,. Il est membre fondateur du Quintette Moraguès depuis 1980 et de l'ensemble de baroque Pasticcio barocco, et complète son activité de chambriste avec de nombreux autres partenaires,. Il fait notamment partie du trio Walter qui interprète Beethoven et Bruch en 2018.
Transcripteur de plus de 1200 adaptations allant de la sonate à un opéra entier, David Walter a aussi composé une trentaine d'œuvres. Son dernier opus est un opéra-conte, La jeune fille sans mains, adapté d'après les Frères Grimm par la dramaturge Emmanuelle Cordoliani.
Il est également dédicataire d'œuvres de Gilles Raynal et Hristo Yotsov.

## Discographie
- avec le Quintette Moraguès (Michel Moraguès, flûte ; David Walter, hautbois ; Pascal Moraguès, clarinette ; Pierre Moraguès, cor ; Patrick Vilaire, basson) :
  - Dvořák, Mendelssohn, Grieg (1987, BNL 112727) (OCLC 658980242)
  - Mozart, Sérénades K 375, 388 ; Adagio K 484a ; Ligeti, Hindemith, Villa-Lobos, Barber et Stockhausen (septembre 1992, Valois V 4639) (OCLC 811458364)
  - Mendelssohn : Quintette op. 12 no 1 et op 13 no 2 (avril 1994, Valois V 4719) (OCLC 956266051)
  - Mario Castelnuovo-Tedesco, Éclogues – et Michel Moraguès, flûte ; Danielle Laval, piano (1997, Valois V 4789) (OCLC 990776803)
  - Beethoven, Quintette en mi bémol majeur op. 16 – avec Sviatoslav Richter (Philips 438 624-2)
  - Maurice Ravel, Ma Mère l'Oye, le Tombeau de Couperin, Pavane ; Caplet, Quintette – et avec Claire Désert, piano (24-27 juin 1999, Le Chant du Monde LCD 2781137) (OCLC 716333366)
  - Poulenc, Sextuor, trio, Aubade et Suite Française – et Emmanuel Strosser (26-29 mai 2006, Saphir) (OCLC 658397348)
  - Moussorgski, Tableaux d'une exposition, Chostakovitch Jazz Suite – et avec Yves Henry, piano (8-10 mai 2015, Klarthe K035) (OCLC 1078359206)
- Mozart, Quatuor KV 370 et Quintette KV 516 – Avec Michel Moraguès, flûte et le Quatuor Ligeti (Polymnie POL 490 347)
- François Couperin, Concerts Royaux et Les goûts Réunis – avec Vincent Maes, hautbois ; Marion Middenway, violoncelle ; Patrick Ayrton, clavecin (2005, Polymnie POL 170 526)
- Ravel, Debussy, Fauré, Rachmaninov, Schubert… – avec Yuki Nakajima (Polymnie POL 170 418)
- Mendelssohn, Romances sans Paroles pour hautbois, hautbois d'amour ou cor anglais et piano – avec Claire Désert, piano (mars 2005, Polymnie POL 170 633) (OCLC 1182575646)
- Avec Pasticcio Barocco :
  - Leclair, Deuxième récréation musicale, op. 8 et 4 sonates à deux dessus et continuo, op. 4 (juillet 2006, Hérisson LH 01) (OCLC 762568584)
  - Telemann, Sonates (Hérisson LH 03)
  - Zelenka, Sonates no 4, 5 et 6 (26 août/28 septembre 2010, Hérisson LH05)[9] (BNF 45451702).
  - Zelenka, Sonates en trio ZWV 181 nos 1 et 2, Sinfonia a 8 ZWV 189, Hipocondrie a 7 ZWV 187 (2014, Hérisson LH 16) (OCLC 1012936909)
- Éclats romantiques : Franck, Chopin, Fauré et Schubert [transcriptions David Walter], Antonio Pasculli, Stanislas Verroust, Marina Dranishnikova (Poema) – David Walter, cor anglais et hautbois ; Magdalena Duś, piano (2-4 mars 2018, Dux 1546) (OCLC 1117338837)
- avec l'Ouranos-Ensemble :
  - Quintettes et Quatuor à vent : Ligeti (Bagatelle), Carl Nielsen, Quintette opus 43, Antonín Dvořák, Quatuor opus 96 [arr. David Walter] (2018, NoMadMusic) (OCLC 1133217575)

### En tant que soliste
- Ibert, Symphonie concertante pour hautbois et orchestre à cordes avec l'ensemble J.W. Audoli (Arion ARN 68117)
- Bach : Double concerto en ré mineur avec M.A. Nicolas (violon), Orchestre de Chambre de Toulouse, direction J.C. Malgoire (Auvidis Valois V4697)
- Albéniz : Iberia 1 et 2, Malagueña, Rumores de la caleta, Suite espagnole – Avec Jean-Marc Bonn (Saphir)

### En tant que transcripteur
- Elgar, Salut d'amour, opus 12 – Gautier Capuçon, Jules Massenet, Jérôme Ducros ; Orchestre de Chambre de Paris, dir. Douglas Boyd (2017, Erato 9571585) (OCLC 1283940424)